# Георг Вольфганг Франц Панцер
Геóрг Вóльфганг Франц Пáнцер (нім. Georg Wolfgang Franz Panzer; 31 травня 1775, Етцельванг — 28 червня 1829, Герсбрук) — німецький (баварський) ентомолог і ботанік.

## Біографія
Георг Панцер народився в родині пастора, знаного бібліографа Георга Вольфганга Панцера-старшого (1729—1805), куратора міської бібліотеки у Нюрнберзі, автора класичного п'ятитомника Annales Typographici ab Artis Inventae Origine ad Annum MD (1793–97). Одержавши освіту, його син Георг працював лікарем у Херсбруці, поблизу Нюрнберга і викладав у Нюрнберзькому медичному колегіумі.

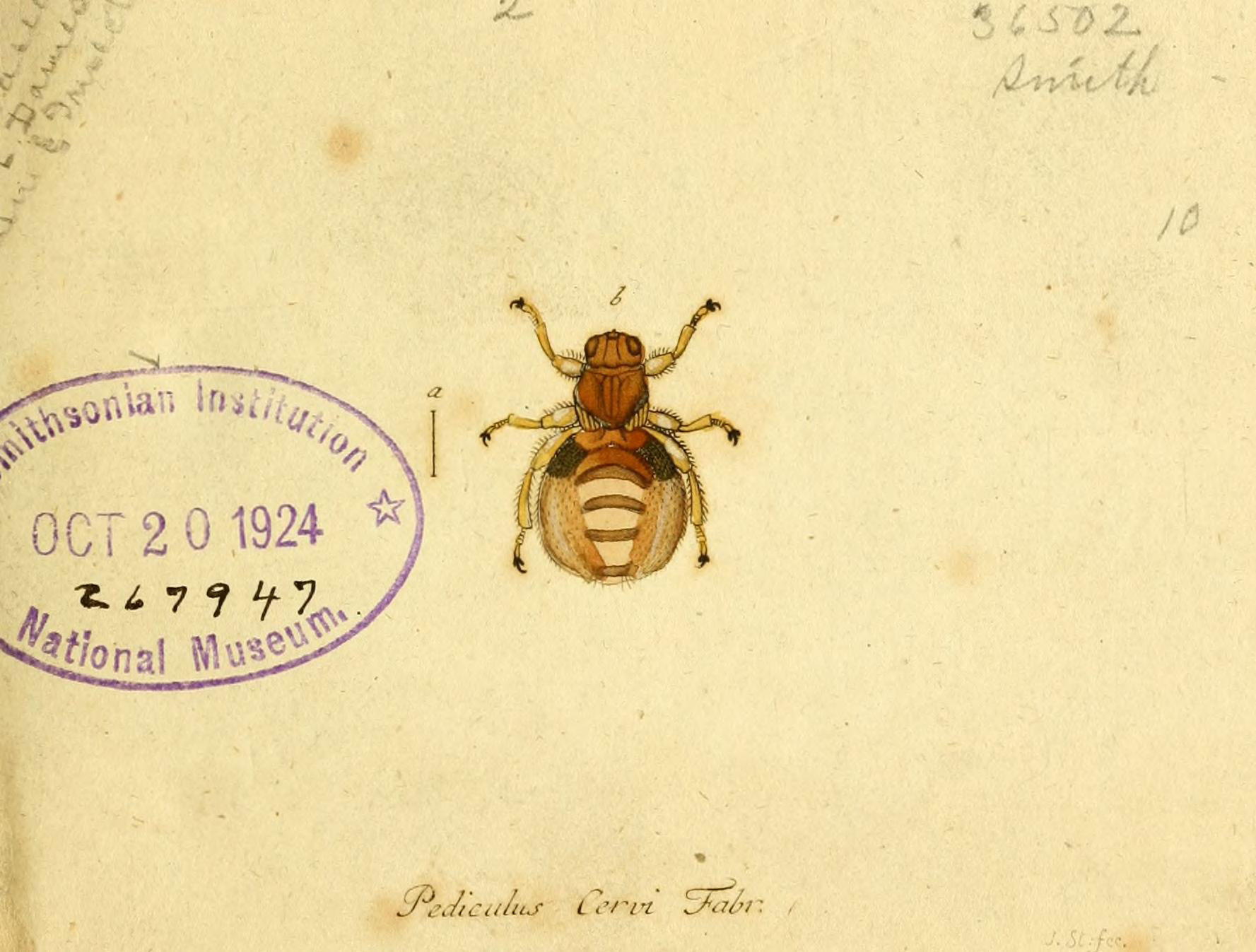
Аркуш з видання Г. Панцера «Faunae insectorum germanicae initia» (1793) із зображенням мухи — оленячої кровососки

Наукові дослідження він розпочав як натураліст-аматор. Під час екскурсій та завдяки листуванню з колегами, він зібрав величезний гербарій та колекцію комах. Остання лягла в основу капітального серійного видання Г. Панцера «Faunae insectorum germanicae initia» (Нюрнберг, 1796—1813). Особливу цінність усім 109 випускам надали понад 2600 розфарбованих вручну кольорових гравюр художника Якоб Штурма (1771—1848). Понад два століття це видання лишалося зразковим для публікацій такого роду. Сучасна ціна видання сягає 20 000 доларів.
Панцер описав чимало нових для науки видів безхребетних тварин — комах та павукоподібних. На його честь названо рід комах Panzeria (Двокрилі, родина Тахіни), два роди рослин — з родини Глухокропивові і Пасльонові, а також види тварин: жук-щитоноска Cassida panzeri, оси 'Elampus panzeri та Notozus panzeri, псевдоскорпіон Dinocheirus panzeri, риба Stegophilus panzeri та інші.

## Наукові праці
- 1781: Observationum Botanicarum specimen
- 1783: Beytrag zur Geschichte des ostindischen Brodbaums, mit einer systematischen Beschreibung desselben … Nebst einer Kupfertafel
- 1785: De dolore (Altorfi)
- 1787: Versuch einer natürlichen Geschichte der Laub- und Lebermoosse nach Schmidelschen-Schreberschen und Hedwigschen Beobachtungen
- 1793—1813: Faunae Insectorum Germanicae Initia, oder Deutschlands Insecten, 109 Teile, 2640 Kupfertafeln von Jacob Sturm, herausgegeben von Dr G. W. F. Panzer. Zweyte Auflage. [Fortgesetzt bis 1844 von] Dr G. A. W. Herrich-Schaffer
- 1794: Faunae Insectorum Americes Borealis prodomus, etc.
- 1795: Deutschlands Insectenfaune oder entomologisches Taschenbuch für das Jahr 1795
- 1802: Symbolae Entomologicae … Cum tabulis XII. aeneis
- 1802: Viro … venerabili G. W. Panzero parenti suo … gratulatur, simulque quaedam de D. J. G. Volcamero, … additis duabus ad illum epistolis H. Boerhaave et I. Pitt[on] Tournefort, … exponit D. G. W. F. Panzer
- 1804: Systematische Nomenclatur uber weiland … J. C. Schaeffers naturlich ausgemahlte Abbildungen regensburgischer Insekten, etc. (D. J. C. Schaefferi iconum insectorum circa Ratisbonam indigenorum enumeratio systematica opera et studio G. W. F. P.)
- 1805: Kritische Revision der Insektenfaune Deutschlands (2 Bändchen)
- 1813: Index entomologicus sistens omnes insectorum species in G. W. F. Panzeri Fauna Insectorum Germanica descriptas atque delineatas … adjectis … observationibus. Pars 1. Eleutherata
- 1813: Ideen zu einer künftigen Revision der Gattungen der Gräser. L.P.